# Accidentul aviatic de la Siutghiol din 2014

## Evenimente
Elicopterul SMURD a fost preluat de la Consiliul Județean Constanța în noiembrie 2014, acest elicopter efectuase 600 de ore de zbor, achiziționat printr-un program transfrontalier Bulgaria și România. La data de 15.12.2014 ora locală 16:07 elicopterul SMURD 348 a decolat de la Constanța spre Tuzla urmând procedurile de management al traficului aerian. La Constanța, elicopterul se afla pentru a alimenta. La bordul elicopterului se aflau patru persoane, doi piloți și doi paramedici. La ora 16:16 elicopterul s-a prăbușit în lacul Siutghiol în Mamaia la aproximativ 500 m de mal. La ora 16:17 conform Hotărârii de Guvern 741/2008 a fost declanșată procedura de căutare și salvare, în urma apelului telefonic la 112 făcut de localnici. Bilanțul anunțat era de un supraviețuitor și trei persoane dispărute, epava scufundată. Este al cincilea aparat de zbor SMURD prăbușit în ultimii 12 ani, iar numărul victimelor acestor prăbușiri este tot 12.

## Operațiunea de salvare
Primele echipe au început să sosească după zece minute de la apel (ambulanță și pompieri). Au intervenit și pescarii care erau la fața locului(dovadă că a fost cineva la fața locului împreună cu pescarii,este că vasul care a fost folosit ca să aducă persoane,membrul echipajului,avea în ea un pompier care făcea manevre de resuscitare. Echipele care au intervenit, singura persoană pe care au putut să o scoată imediat și să o ducă pe mal, fără să fie nevoie de scafandri, a fost colega medic care avea leziuni grave, era inconștientă, a făcut stop cardiac și a fost resuscitată timp de 45 de minute, după asta a fost dusă la spital. Celelalte trei nu aveau nici o șansă în urma impactului.

## Controverse asupra operațiunii
"În mai puțin de un sfert de oră toate echipajele de intervenție au fost la locul accidentului" este declarația șefului SMURD doctor Raed Arafat după tragedia aviatică de pe lacul Siutghiol. O altă variantă vine de la directorul Agenției Române de Salvare a Vieții Omenești pe Mare care susține că cei patru membri ai echipajului ar fi putut fi salvați dacă ar fi fost anunțați și echipajele acestei structuri ar fi putut să ajungă la fața locului în 10 minute.

## Ancheta
Dosarul penal a fost deschis ca urmare a unui material publicat de Centrul de Investigații Media, potrivit căruia "Consiliul Județean Constanța a irosit cinci milioane de euro pentru cumpărarea și operarea unui elicopter medical care nu a fost folosit la nicio intervenție de urgență, deși a făcut aproape 600 de zboruri".